# Brigitte Schubert-Oustry
Brigitte Schubert-Oustry (* 1935 in Dresden) ist eine deutsche Autorin, Journalistin und Gründerin der Schubert-Oustry-Stiftung, die den Literaturpreis Hommage à la France stiftet. 

## Werdegang
Brigitte Schubert-Oustry war 30 Jahre Auslandskorrespondentin in Paris für Rundfunksender in Deutschland, Österreich und der Schweiz. Sie war mit dem französischen Unternehmer Oustry verheiratet und lebte lange Zeit in Paris. Im Jahr 2013 hat sie die Schubert-Oustry-Stiftung gegründet, um Autoren zu ehren, die bedeutende Bücher über das deutsch-französische Verhältnis geschrieben haben.

## Auszeichnungen (Auswahl)
2010 verlieh die Künstlergilde Esslingen zusammen mit der Stadt Esslingen am Neckar Schubert-Oustry den von der Internationalen Lenau-Gesellschaft gestifteten Nikolaus-Lenau-Preis für Lyrik.
Für die Arbeit der Literaturstiftung „Hommage à la France“ ist Brigitte Schubert-Oustry im Februar 2020 in Dresden mit dem französischen Verdienstorden Ordre national du Mérite als Chevalier de l'ordre national du Mérite ausgezeichnet worden. Die Auszeichnung erfolgte durch die französische Botschafterin Anne-Marie Descôtes.

## Veröffentlichungen (Auswahl)
- Pulsschläge. Gereimtes und Ungereimtes. Gedichte, Fouqué Literaturverlag, 2005, ISBN 978-3865481825
- Ein Paar wie kein anderes. Novellen, Hille, 2016, ISBN 978-3939025757
- Balkon mit Aussicht. Skizzen aus dem Pariser Alltag, edition karo, 2023, ISBN 978-3945961254